# Edward Seymour di Berry Pomeroy

Stemma della famiglia Seymour

Edward Seymour (Wulfhall, 1528 – 2 maggio 1593) è stato un nobile inglese.

## Biografia
Era il secondo figlio di Edward Seymour, I duca di Somerset e della prima moglie Catherine Fillol. 
Dopo la morte di sua madre, nel 1535 il padre si risposò con Ann Stanhope da cui ebbe altri dieci figli. Probabilmente influenzato dalla seconda moglie, Edward dichiarò bastardi i due figli del primo matrimonio per sospetto adulterio di Catherine. Titoli e proprietà sarebbero così passati direttamente ai figli nati dal secondo matrimonio. Edward tuttavia beneficiò di alcune nomine concessegli dal padre, divenuto sempre più potente ed influente con la nomina a Protettore del regno per conto del nipote Edoardo VI d'Inghilterra.
Fu alto Sceriffo di Devon e fu fatto cavaliere dal padre sul campo di battaglia di Pinkie Cleugh. Ricevette inoltre la proprietà di Berry Pomeroy, incluso il castello, nel Devon, nel 1553. 
Sposò Margaret Walsh, figlia di John Welsh, nel 1563 da cui ebbe un solo figlio Sir Edward Seymour, I Baronetto.
La bramosia di potere del padre e dello zio Thomas Seymour non toccò Edward, dichiarato irrimediabilmente illegittimo, né il giovane rimase coinvolto negli intrighi orditi dai Seymour contro i propri nemici politici e che causarono la loro condanna a morte per tradimento.
Dopo l'esecuzione del padre, l'importanza dei Seymour si attenuò e beni e titoli vennero confiscati. Il fratellastro di Edward, suo omonimo (Edward Seymour, I conte di Hertford), riuscì in parte a recuperare le ricchezze della famiglia ma provocò le ira della sovrana Elisabetta I quando sposò segretamente la sua presunta erede al trono Catherine Grey.
La linea secondaria dei Seymour nata da Edward beneficiò dei diritti nobiliari negatigli secoli prima quando l'ultimo discendente di Ann Stanhope, Algernon, morì nel 1750 senza figli. Il titolo di duca di Somerset passò quindi ai discendenti di Catherine Fillol ed è ancora oggi appannaggio di detti eredi.